# Kazuki Minami
Kazuki Minami (en japonés: 南一輝, Minami Kazuki; Yamaguchi, 24 de enero de 2000) es un deportista japonés que compite en gimnasia artística. Ganó tres medallas en el Campeonato Mundial de Gimnasia Artística, en los años 2021 y 2023.

## Palmarés internacional
| Campeonato Mundial | Campeonato Mundial | Campeonato Mundial | Campeonato Mundial   |
| Año                | Lugar              | Medalla            | Prueba               |
| ------------------ | ------------------ | ------------------ | -------------------- |
| 2021               | Kitakyushu (Japón) | Medalla de plata   | Suelo                |
| 2023               | Amberes (Bélgica)  | Medalla de oro     | Concurso por equipos |
| 2023               | Amberes (Bélgica)  | Medalla de plata   | Suelo                |